# Diplenteron colobocercus
Diplenteron colobocercus är en rundmaskart som beskrevs av Andrassy 1964. Diplenteron colobocercus ingår i släktet Diplenteron och familjen Neodiplogasteridae. Inga underarter finns listade i Catalogue of Life.